# Drei Höfe
Drei Höfe (littéralement en français Trois cours) est une commune suisse du canton de Soleure, située dans le district de Wasseramt.
Elle est composée des anciennes communes de Heinrichswil-Winistorf et de Hersiwil qui ont fusionné le 1er janvier 2013.